# Die Kinder des Fechters
Die Kinder des Fechters (Originaltitel: Miekkailija, finn. für „Fechter“) ist ein finnisches Filmdrama von Klaus Härö aus dem Jahr 2015. Der Film basiert auf der Lebensgeschichte von Endel Nelis, einem estnischen Fechter und Trainer. Die Dreharbeiten begannen im Februar 2014 in Estland.
Der Film wurde als finnischer Beitrag für einen Oscar als bester fremdsprachiger Film ausgewählt und schaffte es in die Endauswahl von neun Filmen. Zudem erhielt er eine Golden-Globe-Nominierung. Der Kinostart in Deutschland war am 17. Dezember 2015.

## Handlung
Der junge Fechter Endel Nelis versteckt sich Anfang der 1950er Jahre an der estnischen Küste in Haapsalu vor Stalins Geheimpolizei (MGB). Unter Vortäuschung einer falschen Identität erhält er eine Stelle als Sportlehrer. Er bringt den Schülern das Fechten bei. Viele der Jugendlichen sind vom Krieg traumatisiert und vaterlos, und so wird Endel für sie eine kompensierende Vaterfigur.
Der Schuldirektor begegnet ihm allerdings mit Misstrauen, denn er hält das Fechten für eine „feudale“ Sportart, die nicht in einen Arbeiter-und-Bauern-Staat gehört. Doch auf einer Elternversammlung setzt sich der Großvater des Schülers Jaan entschieden dafür ein, dass Endel Nelis den Fechtunterricht fortsetzen darf, und zieht, sehr zum Unwillen des Schuldirektors, die anderen Anwesenden auf seine Seite. Daraufhin lässt der Schuldirektor Endels Lebenslauf geheimpolizeilich durchleuchten, und dabei kommt heraus, dass er mit 18 Jahren während der deutschen Besetzung kurzzeitig Wehrmachtssoldat war. Er musste deshalb fürchten, als „Vaterlandsverräter“ und „Staatsfeind“ hingerichtet oder in den Gulag eingeliefert zu werden. Deshalb hatte er seinen Familiennamen „Keller“ abgelegt und zur Tarnung den Geburtsnamen seiner Mutter angenommen.
Als seine Fechtklasse von einem Turnier in Leningrad erfährt, muss Endel entscheiden, ob er das Risiko eingehen will, bei einer Teilnahme dort verhaftet zu werden. Gegen den Rat seiner Kollegin Kadri, in die er sich verliebt hat, entschließt er sich, dass die Schulmannschaft aus vier Schülern daran teilnimmt. Er wird trotz des Erfolgs seiner Mannschaft im Finale verhaftet und deportiert. Kurz darauf stirbt Stalin. Viele Gefangene werden danach aus den Straflagern entlassen, auch Endel Nelis, den Kadri bei seiner Rückkehr auf dem Bahnsteig in Haapsalu erwartet, aber nicht der ebenfalls deportierte Großvater Jaans.

## Kritik
Der Film „vereint Elemente des Schul-Dramas, Historien- und Sportfilms und stellt ästhetisch pointiert den Fechtsport in seinem Widerstandspotenzial dar“, so der Filmdienst. Dabei „weicht er einer intensiveren Auseinandersetzung mit den Wechselfällen der estnischen Geschichte eher aus und gleitet über die Untiefen des Protagonisten hinweg“. Nach epd Film ist „dem Regisseur Klaus Härö mit seinem fünften Film ein kleines Kunststück gelungen“. Der Film ist künstlerisch angelegt und verzichtet auf Belehrung.
Der Film widerspiegelt nicht das Wirken Endels – er wurde mit dem Auftrag der Ausbildung einer Fechtergeneration nach Haapsalu geschickt.

## Auszeichnungen
- Prädikat „besonders wertvoll“ der Deutschen Film- und Medienbewertung (FBW)[9]
- Friedenspreis des Deutschen Films – Die Brücke 2015, Spezialpreis